# ألفونسو وود
ألفونسو وود (بالإنجليزية: Alphonso Wood)‏ هو عالم نبات أمريكي، ولد في 17 سبتمبر 1810 في نيوهامبشير في الولايات المتحدة، وتوفي في 4 يناير 1881 في نيويورك في الولايات المتحدة.